# 페트르 흐르들리치카
페트르 흐르들리치카(체코어: Petr Hrdlička, 1967년 12월 13일~)는 체코의 사격 선수, 지도자로 주 종목은 트랩이다. 1992년 하계 올림픽 트랩 종목에서 금메달을 획득했다.